# Gaudí (Guinjoan)
Gaudí es una ópera en dos actos de Joan Guinjoan, dedicada a su mujer, Monique Gispert de Guinjoan, con libreto de Josep Maria Carandell, compuesta entre 1989 y 1992 por encargo de la Olimpiada Cultural de Barcelona (OCSA).
Está dedicada a la personalidad de Antoni Gaudí con un argumento que sigue un hilo cronológico –desde el 1894 hasta el 1926, año en que Gaudí murió atropellado por un tranvía–, pero sin convertirse en una reconstrucción de anécdotas de su vida. Para evitarlo, la ópera hace que los personajes que se relacionan con Gaudí no sean personalidades históricas sino arquetipos de algunos colectivos asociados a su vida –los mecenas (Alexandre), las mujeres y los clientes (Rosa), los ayudantes (Mateu) y los artesanos (Josep)– y que los hechos se  presenten –especialmente a partir del segundo acto– a través de la mente del arquitecto, como si fuera desde la sensibilidad del mismo Gaudí que se explicara su vida. El argumento, de Josep M. Carandell, está dividido en dos actos: el primero, muestra un Gaudí entusiasmado por los ambiciosos proyectos arquitectónicos –financiados por los mecenas de la burguesía catalana– que encarnan sus ideales estéticos, religiosos y de concordia social. El acto se cierra con el anuncio de atentados anarquistas y de una grieta que simboliza la crisis social que se hará cada vez más presente al escenario. En este punto, la idea de una creación nueva –el trencadís gaudiniano, al que la ópera dedica un ballet– simboliza la fragmentación social que, sin embargo, Gaudí es capaz de reconstruir en una nueva unidad artística. El segundo acto nos muestra a Gaudí con los rasgos –pobre y dedicado a la plegaria y la penitencia– de un santo laico que vive entre la inquietud por un mundo en crisis y la ilusión de edificar un gran templo. Ahora es la quema de conventos de la Semana Trágica la que sumerge Gaudí en la angustia y hace que se identifique con la pasión y muerto de Cristo. Los antiguos mecenas son sustituidos por un Gaudí que pide limosna para la edificación del templo y que consigue la simpatía de los ciudadanos. Un golpe seco anuncia, al final, el accidente que costó la vida a Antoni Gaudí. La música, de acuerdo con la tradición de las óperas, se vale de monólogos, dúos, tríos, e incluye un coro y un ballet, con una gran atención a la voz y a la melodía, y con una orquesta sinfónica de gran formato. Las referencias a la música del Campo de Tarragona –origen de Gaudí y de Guinjoan– se integran en el estilo personal del compositor.

## Origen y contexto
La ópera Gaudí responde a un encargo que la Olimpiada Cultural, la plataforma cultural de los Juegos Olímpicos de 1992, realizó al compositor Joan Guinjoan, que la compuso entre 1989 y 1992. La elección de la figura de Gaudí—vinculada al Campo de Tarragona y, naturalmente a Barcelona—se debe al libretista, escritor y periodista Josep Maria Carandell, de familia originaria de Reus, estudioso de la figura y la obra del arquitecto.
La ópera es, pues, el resultado de dos artistas que conocen bien, además de la personalidad y los orígenes de Gaudí, el carácter de la gente del Campo de Tarragona, que tiene un papel destacado en la obra. El año 1992 se  pudo escuchar un corto fragmento, “Trencadís”, en el Teatro Real de Madrid, con el Orquesta Sinfónica de Madrid dirigida por Cristóbal Halfter, y en 2002, con motivo del Año Gaudí, la Orquesta Sinfónica de Barcelona y Nacional de Cataluña, dirigida por Edmon Colomer, interpretó en el Palacio de la Generalidad de Cataluña unos fragmentos de la suite sinfónica del ballet “Trencadís”, integrado en la ópera.

## Personajes
| Gaudí     | barítono |
| Alexandre | tenor    |
| Rosa      | soprano  |
| Mateu     | tenor    |
| Josep     | bajo     |

## Instrumentación
Voces: Soprano, dos tenores, barítono, bajo, sexteto (3 tenores, 3 barítonos) y coro mixto. Orquesta: 3.3.3.3-4.3.3.1-Timp.-4Perc, Arpa, Pf-Cuerpo de baile

## Representaciones
Finalmente, después de doce años, la ópera Gaudí pudo estrenarse el 3 de noviembre de 2004 en el Gran Teatro del Liceo, y volvió a representarse los días 5, 7, 9, 11, 13, 15, 18 y 22 de noviembre del mismo 2004.

## Ficha artística de la primera producción[1]
Dirección musical: Josep Pons
Dirección de escena: Manuel Huerga
Escenografía: Lluís Danés
Vestuario: Josep Abril
Iluminación: Joan Teixidó
Coreografía: Ramon Oller
Nueva producción: Gran Teatro del Liceo
Gaudí: Robert Bork / David Pittman-Jennings 
Alexandre: Vicente Ombuena / Albert Montserrat
Rosa: Elisabete Matos / Vivian Tierney
Mateu: Francisco Vas / Joan Cabero
Josep: Stefano Palatchi / Konstantin Gorny
Primer ayudante: Joan Josep Ramos
Segundo ayudante: Jordi Mas
Tercer ayudante: Xavier Comorera
Quart ayudando: Omar A. Jara
Quinto ayudante: Ramon Grau
Sexto ayudante: Daniel Alfonso
Bailarines: Anna Càceres, Marta Canals, Gemma Galera, Roser Chaparral, Virginia Gimeno, África Manils, Manuela Maugeri, Anna M. Sánchez, Tamara Soler; Aniol Busquets, Joel Calzada, Daniel Corrales, Sergio Díaz, Ricard Fernández, Aleksa Jelie, Carlos Lázaro, Mario Peran
Orquesta Sinfónica y Coro del Gran Teatro del Liceo

## Grabaciones
Guinjoan, Joan. Gaudí [Grabación vídeo]. Intérpretes: Robert Bork, Vicente Ombuena, Elisabete Matos, Francisco Vas, Stefano Palatchi; Orquesta sinfónica y Coro del Gran Teatro del Liceo; Josep Pons, director. Barcelona: Gran Teatro del Liceo;  